# 科丘貝伊夫卡 (卡霍夫卡區)
46°57′15″N 33°54′47″E / 46.95417°N 33.91306°E
科丘贝伊夫卡（烏克蘭語：Кочубеївка）是位於烏克蘭南部的村莊，由赫爾松州卡霍夫卡區的霍爾諾斯塔伊夫卡市鎮負責管轄。該村始建於1885年，面積28平方公里，海拔高度67米，2001年人口80，人口密度每平方公里2.9人。